# 陈祖德
陈祖德（1944年2月19日—2012年11月1日），男，祖籍浙江镇海，生于上海，中国围棋九段，中国棋院第一任院长。第五、六、七、八届全国人大代表。著有《当湖十局细解》。

## 生平
陈祖德少有棋名，1951年拜入棋手顾水如门下学棋，1959年入上海围棋队成为专业棋手。1959年获上海市冠军。1962年获全国亚军，被授予五段。1963年9月27日，受先半子战胜日本杉内雅男九段，实现了中国棋手对日本职业九段棋手胜绩零的突破。1965年10月25日，执黑5子胜日本岩田达明九段，成为首位分先战胜日本职业九段的中国棋手。1964年、1966年、1974年三次全国个人冠军。1982年被授予九段。陈祖德率先推出的“中国流”布局。
1980年，陈祖德患胃癌，在北京协和医院手术切除胃部三分之二同时并发恶性输血感染。在病中撰写自传《超越自我》，成为宣传偶像。1986年任国家体委运动四司副司长。1988年起任中国围棋协会主席。后任国家体育总局棋类管理中心主任。1992年，中国棋院成立，陈祖德出任院长，2003年退休。
2011年春节前夕查出罹患胰腺癌，在北京协和医院切除了胆囊及三分之二的肠道。出院回家休养，每周的化疗时，着手著述《黄龙周虎》、《血泪篇》两部古谱棋评，计划出全卷15册的《中国围棋古谱精解大系》，病逝前已出版7册。中國圍棋國家隊的領隊華學明曾回憶說：“我對陳老最深的印像是任何時候他都不願意麻煩別人，一次症狀比較嚴重，需要去另一家醫院拿藥，陳老竟然跟愛人打了輛黑車去的，沒有告訴任何人。今年8月下旬，陳老聽說在一家位置有些偏僻的中醫做針灸可能有療效，他讓我開車帶他去，這是這麼長的時間他第一次讓我為他做一件事情。”
2012年3月14日，发现胰腺癌复发。2012年10月，癌转移至肝脏。2012年10月底出现昏迷。2012年11月1日晚20点48分，医治无效在北京协和医院去世。按照陈祖德生前遗愿，不搞遗体告别仪式，不开追悼会，骨灰撒入故乡上海的黄浦江。

## 家庭
祖父陈济成为中国首倡幼儿教育的教育家，曾任汪精卫政权驻满洲国大使。
外祖父陈端志是历史学家。
父亲陈一冰，1937年沪江大学政治系本科毕业。在美国哥伦比亚大学获得硕士学位。1965年为上海三林中学语文教师。据陈祖德所著《超越自我》一书中写到陈一冰是因为胃癌在文革后自然死亡。陈祖德在1980年代初期罹患胃癌也有家族遗传倾向。另一说陈一冰在文革中被迫害致死。
大姐陈祖芬是报告文学作家。全国政协委员，北京文联副主席；弟弟陈祖言是复旦大学研究唐宋文学的专家，纽约州立大学终身教授，纽约孔子学院院长。
第一任妻子郑敏之为前乒乓球世界冠军，1989年离婚。两人育有一子，名陈一秋。第二任妻子是夏彩娟，两人有一对双胞胎儿子：陈天宇和陈天宁。

## 轶事
據金庸所說，陳祖德是他的圍棋老師。